# Bombus coreanus
Bombus coreanus là một loài Hymenoptera trong họ Apidae. Loài này được Yasumatsu mô tả khoa học năm 1934.